# Subinermexocentrus
Subinermexocentrus is een kevergeslacht uit de familie van de boktorren (Cerambycidae). De wetenschappelijke naam van het geslacht werd voor het eerst geldig gepubliceerd in 1971 door Breuning.

## Soorten
Subinermexocentrus is monotypisch en omvat slechts de volgende soort:
- Subinermexocentrus allardi Breuning, 1972